# Coup de grâce
Pour les articles homonymes, voir Coup de grâce (homonymie).
L'expression coup de grâce est utilisée pour désigner un coup fatal porté à une personne ou un animal blessé en vue de « l'achever », voire « d'abréger ses souffrances ». 

## Définitions

### Dans le sens propre
À l'origine « porter — ou donner — le coup de grâce » est une expression de nature métaphorique datant du XVIIIe siècle, laquelle désigne le dernier coup qu'un exécuteur donne à un supplicié afin de terminer ses souffrances,. Ce terme correspond, dans un sens plus large, à l'homicide de civils ou militaires, amis ou ennemis, avec ou sans le consentement du blessé. Ce terme est également utilisé dans l'activité cynégétique, voire dans le monde de l'équitation, lequel constituer à tuer un animal blessé afin, selon l'auteur de ce coup, d'abréger, là aussi, ses souffrances

### Dans le sens figuré
Cette expression est quelquefois utilisée de manière figurée afin de décrire le dernier acte d'une série d'événements menant à la fin d'une entité. Par exemple : « L'entreprise était au bord de la faillite depuis des années, le coup de grâce vint de la hausse soudaine des prix du pétrole. »

## Contexte et application

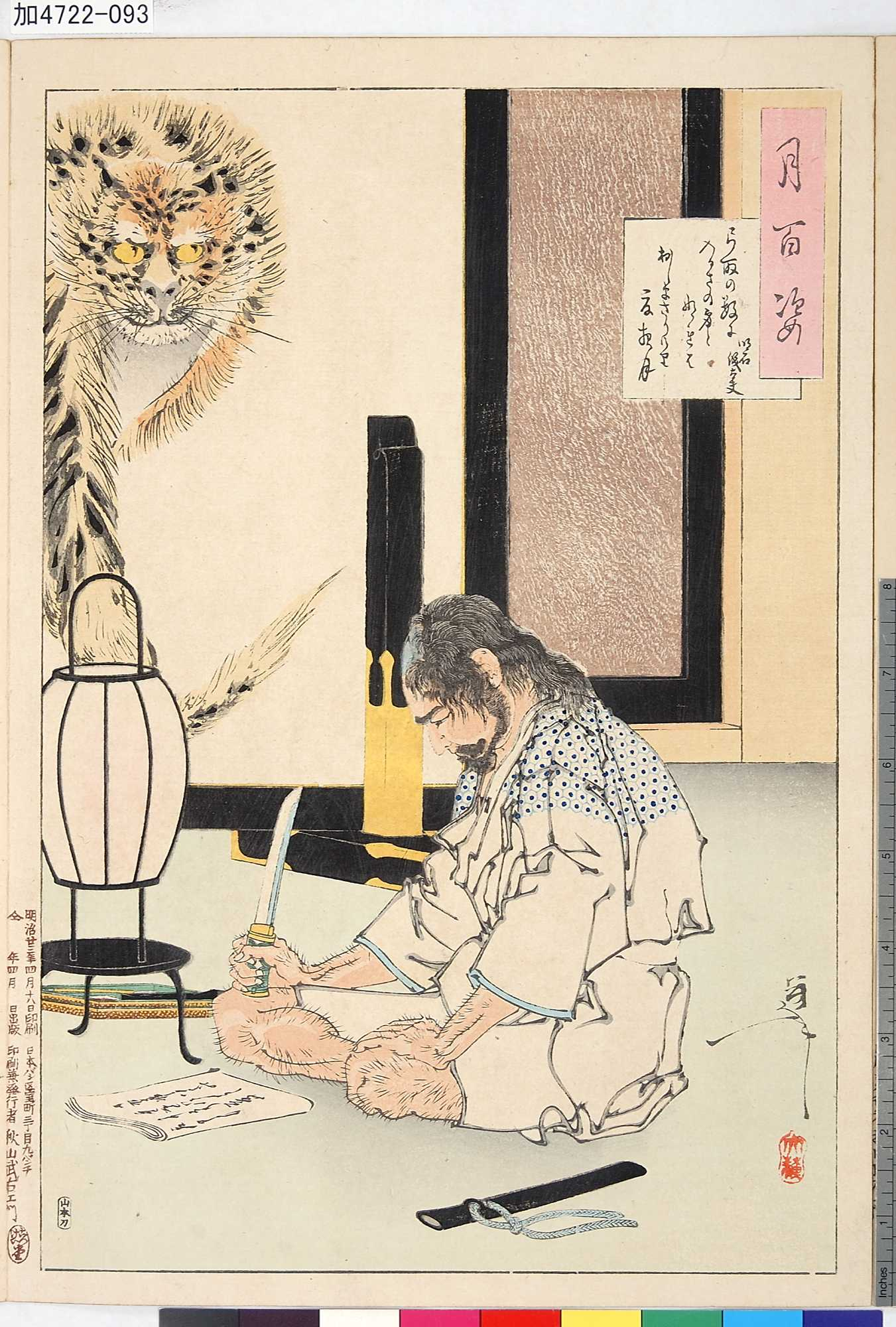
Le général Akashi Gidayu se prépare à commettre Seppuku après avoir perdu une bataille pour son maître en 1582.

Dans le contexte d'une exécution, cela signifie tirer dans le cœur ou la tête d'un civil ou militaire mourant mais non encore mort. Cela peut aussi faire référence à une décapitation survenant après le seppuku d'un samouraï.
En temps de guerre, elle est utilisée pour faire référence au fait de tirer sur une personne sérieusement blessée, amie ou ennemie, dont les chances de survie sont nulles du fait de blessures trop sérieuses ou de l'absence d'aide médicale.
Dans les pays qui autorisent l'exécution par arme à feu, le coup de grâce peut être administré sous la forme d'une balle dans la tête si la première salve n'a pas été suffisante pour tuer le condamné.

## Dans les arts et la culture populaire

### Dans la littérature
Ce terme est utilisé comme titre pour plusieurs romans dont le court roman de Marguerite Yourcenar publié en 1939, lequel évoque la guerre civile russe entre les Rouges et les Blancs ou le récit de Joseph Kessel, publiée huit ans auparavant et qui relate l'amitié entre deux militaires durant l'occupation française du Liban.

### Au cinéma
Le roman de Marguerite Yourcenar a été adapté au cinéma en 1976 sous le même titre.

### Dans la musique
Plusieurs albums musicaux portent ce titre dont celui de Mink DeVille sorti en 1981 ou celui de The Stranglers sorti en 1998.
"Le Coup de grâce" est également le titre d'une chanson d'Eddy Mitchell, sortie en 1987 avec l'album Mitchell.
"Coup de Grace" est également le titre d'une musique de Röyksopp, sortie en 2014 avec l'album The Inevitable End.
L'album d'Eminem sorti le 12 juillet 2024 se nomme ''The Death of Slim Shady (Coup de Grâce)''

### Dans la tauromachie
Dans le monde de la tauromachie, le descabello est le coup de grâce donné par le torero à l'encontre du taureau à l'aide d'une épée spéciale appelée verdugo ou verduguillo.